# Halo 4
Halo 4 är den fjärde delen i Halo-serien, och utvecklades av 343 Industries. Halo 4 utgör starten för en ny trilogi, kallad "Reclaimer"-trilogin, med Master Chief och Cortana. Halo 4 släpptes över hela världen den 6 november 2012  till Xbox 360.
Spelet släpptes om på nytt som en del av Halo: Master Chief Collection till Xbox One den 11 november 2014. En uppföljare till spelet, under namnet Halo 5: Guardians, släpptes till Xbox One under 2015.

## Gameplay
Halo 4 introducerar en ny typ av flerspelarläge, kallat "Spartan Ops", där man samarbetar med andra spelare för att bekämpa Covenanterna på strategiska punkter på den nya planeten där spelet utspelas. Spelet introducerar även en ny typ av fiender, "Prometheans", som har en hittills ganska okänd koppling till de uråldriga "Forerunners".

## Röstskådespelare
- Steve Downes - Master Chief
- Jen Taylor - Cortana / Catherine Elizabeth Halsey
- Keith Szarabajka - Didact / Doctor Alexander / Olika röstroller
- Mark Rolston - Andrew Del Rio
- Lori Tritel - Librarian
- Darren O'Hare - Thomas Lasky
- Travis Willingham - Jul'Mdama / Demarco / Olika röstroller
- Jennifer Hale - Sarah Palmer
- Ethan Peck - Gabriel Thorne
- Jeff Doba - Glassman
- Brian T. Delaney - Roland / Olika röstroller
- Adrienne Barbeau - Dr. Tillson
- Kari Wahlgren - Ivanoff / Systemröst
- Braden Lynch - Madsen
- Ben Diskin - Miller
- Kate Higgins - Doctor Owen / Olika röstroller
- Elle Newlands - Grant
- Isaac C. Singleton Jr. - Hoya
- Pete Stacker - Sgt. Stacker / Olika röstroller
- Bruce Thomas - Interrogator
- Conan O'Brien - Prankster Soldier Leader
- Andy Richter - Prankster Soldier
- Liam O'Brien - Shadow Leader
- Troy Baker - Olika röstroller
- Steve Blum - Olika röstroller
- John Cygan - Olika röstroller
- Claudia Christian - Olika röstroller
- Richard Steven Horvitz - Olika röstroller
- Fred Tatasciore - Olika röstroller

## Mottagande
Halo 4 skulle haft en rekommenderad åldersgräns på 12 år, men fansen ville ha det fjärde spelet online. Våldet samt att det var tillgängligt online resulterade i en åldersgräns på 16 år.
Halo 4 drog in $220 000 000 (tvåhundratjugo miljoner dollar) under sina första 24 timmar på marknaden.